# Uxbridge (metropolitana di Londra)
La stazione di Uxbridge è una stazione della metropolitana di Londra, capolinea della diramazione omonima delle linee Metropolitan e Piccadilly.
Fino al 1933 era servita dalla linea District, rimpiazzata in quell'anno dalla Piccadilly.

## Storia
La Harrow and Uxbridge Railway (in seguito fusa con la Metropolitan Railway, MR, oggi la linea Metropolitan) aprì una stazione nella zona il 4 luglio 1904 su Belmont Road, poco a nord dell'attuale stazione. Il tracciato aveva un allineamento differente, oggi usato come binario di scambio. La linea si connetteva con la MR a Harrow-on-the-Hill. Il servizio originariamente era svolto da treni a vapore, ma la linea fu elettrificata il 1º gennaio 1905.
Il 1º marzo 1910 fu aperta un'estensione della District Railway (DR, oggi la District line) da South Harrow che si connetteva con la MR a Rayners Lane. In questo modo la DR poteva servire le stazioni fra Rayners Lane e Uxbridge. La stazione originale di Belmont Road aveva due piattaforme, e dopo l'arrivo della DR le due linee usarono una piattaforma ciascuna.
Il 22 ottobre 1933 i servizi della District line cessarono e il giorno successivo la linea fu presa in carico dalla linea Piccadilly.
Il 4 dicembre 1938 fu aperta la stazione attuale, con un nuovo allineamento dei binari. Il nuovo edificio fu progettato da Charles Holden e include una facciata in mattoni con sculture sopra l'ingresso che raffigurano delle "ruote alate" e delle balestre, opera di Joseph Armitage. Una serie di archi in cemento armato, con finestre a cleristorio,  copre le banchine e le piattaforme secondo un disegno simile a quello della stazione di Cockfosters, il terminale all'estremità opposta della linea Piccadilly. Il disegno delle vetrate colorate è collegato agli stemmi araldici della zona; la corona e le tre scramasax figurano nello stemma del Consiglio della Contea del Middlesex e il cigno incatenato su sfondo rosso e nero compare nello stemma del Buckinghamshire. L'edificio, dal 12 gennaio 1983, è un monumento classificato di Grade II.
Il piazzale della nuova stazione fu disegnato per creare uno spazio circolare ad uso dei filobus che sostituirono i tram nel 1936.
La stazione rimase chiusa dal 18 luglio all'11 agosto 2014 per la sostituzione dei binari fra Uxbridge e Ruislip.

### Progetti
Il borgo di Hillingdon ha annunciato nel giugno 2011 la sua intenzione di fare pressioni sulla Transport for London per estendere il tracciato della linea Central fino a Uxbridge, collegando l'attuale terminal di West Ruislip con Ickenham e da qui proseguire lungo i binari già esistenti. La TfL ha espresso scetticismo sul progetto, per il quale sarebbe necessario uno studio di fattibilità che ne dimostri l'utilità economica. In ogni caso la realizzazione sarà possibile solo una volta completato l'aggiornamento del sistema di segnaletica sulla linea Metropolitan, che consentirà ai treni della linea Central di condividerne i binari, cosa al momento impossibile.

## Strutture e impianti
Uxbridge è situata nella Travelcard Zone 6.

## Interscambi
Nelle vicinanze della stazione effettuano fermata numerose linee urbane automobilistiche, gestite da London Buses, nonché da diverse linee extraurbane, operate da Carousel Buses, Green Line, First Berkshire e la linea 3 della First Berkshire.
- Fermata autobus

## Galleria d'immagini

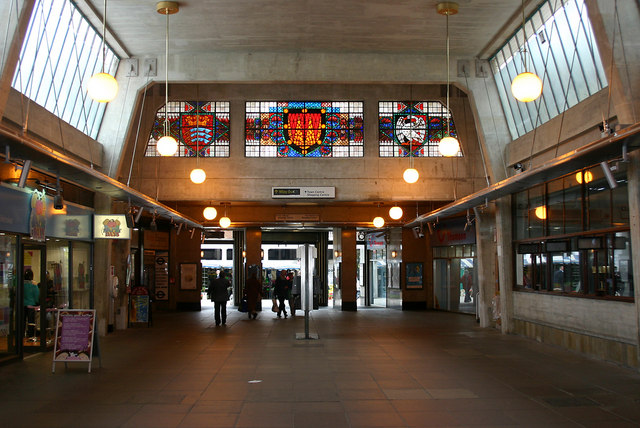
Biglietteria dopo la ristrutturazione del 2011
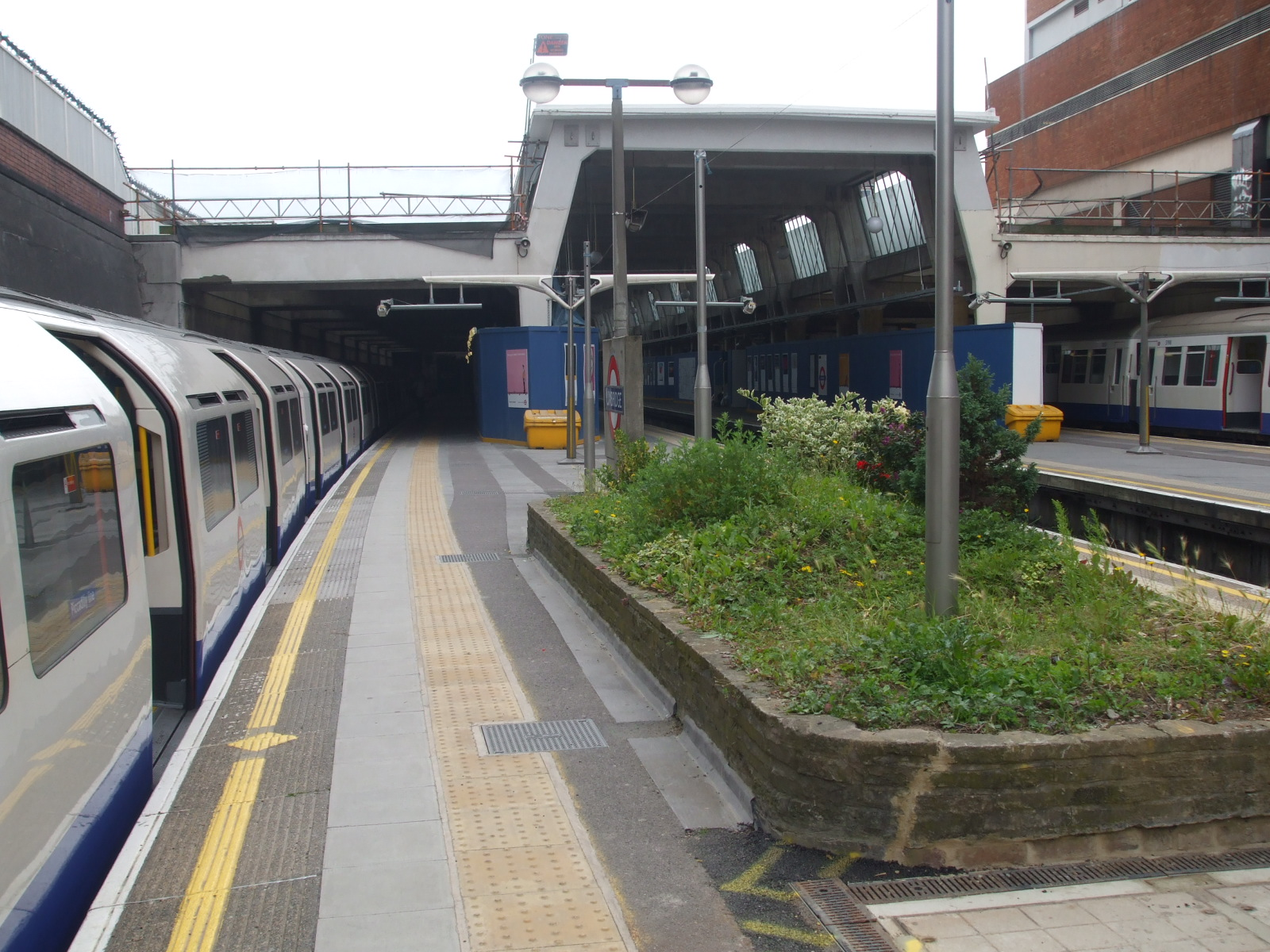
Binario 1 in direzione ovest
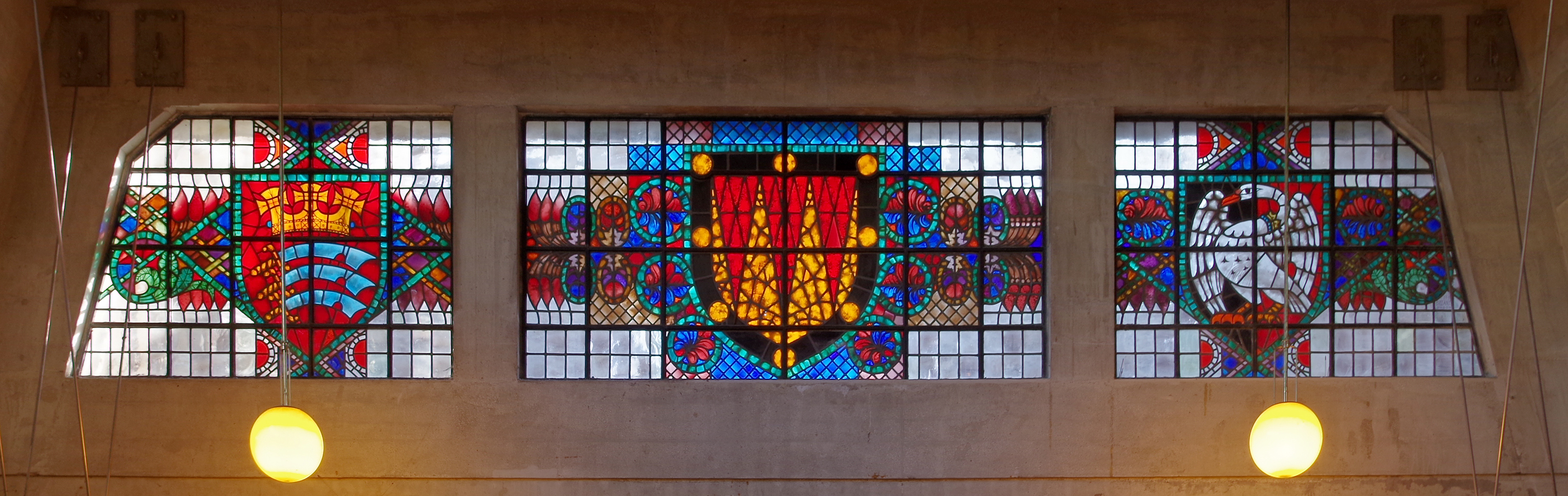
Vetrate colorate
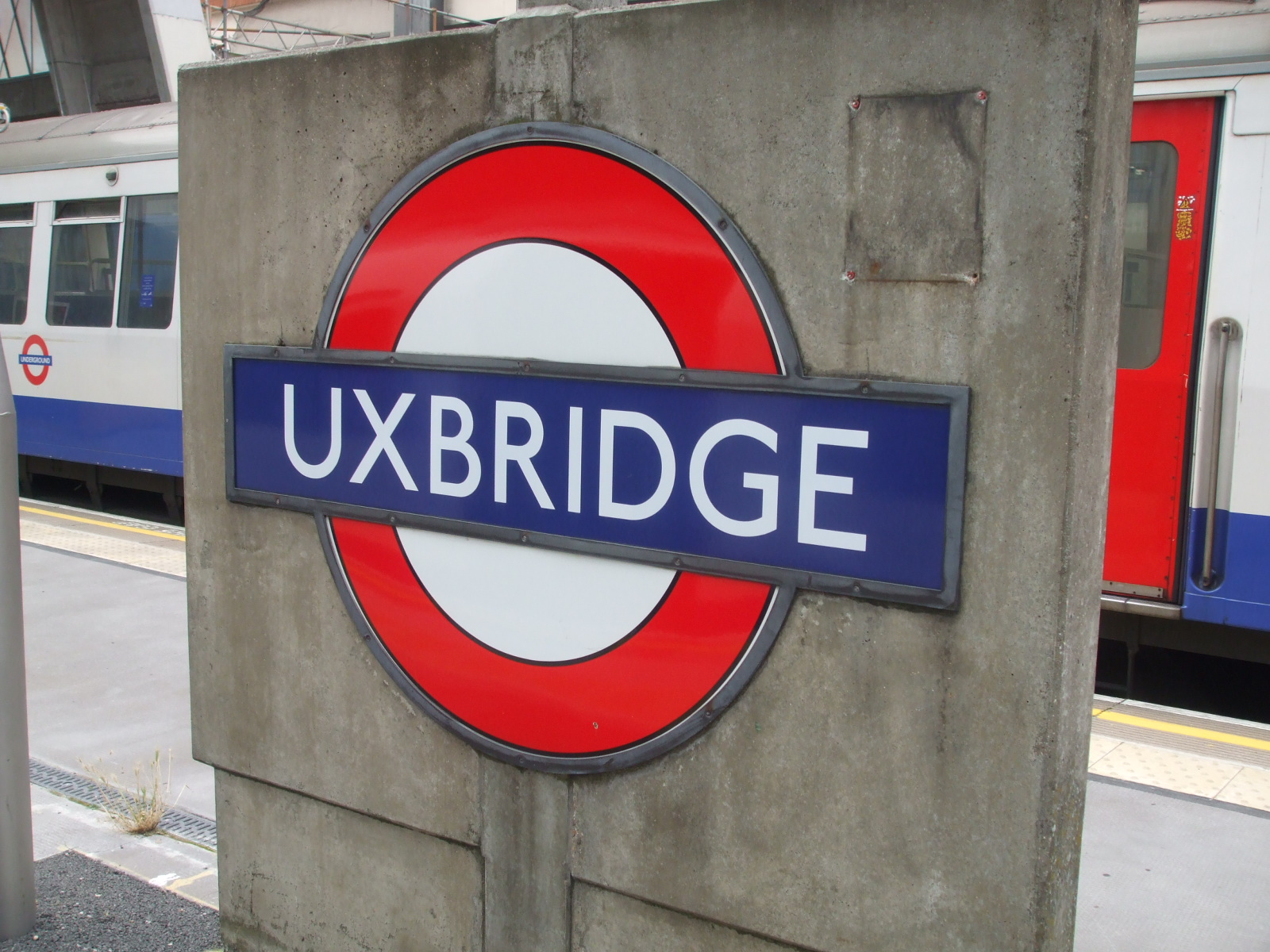
Roundel sulla piattaforma della stazione
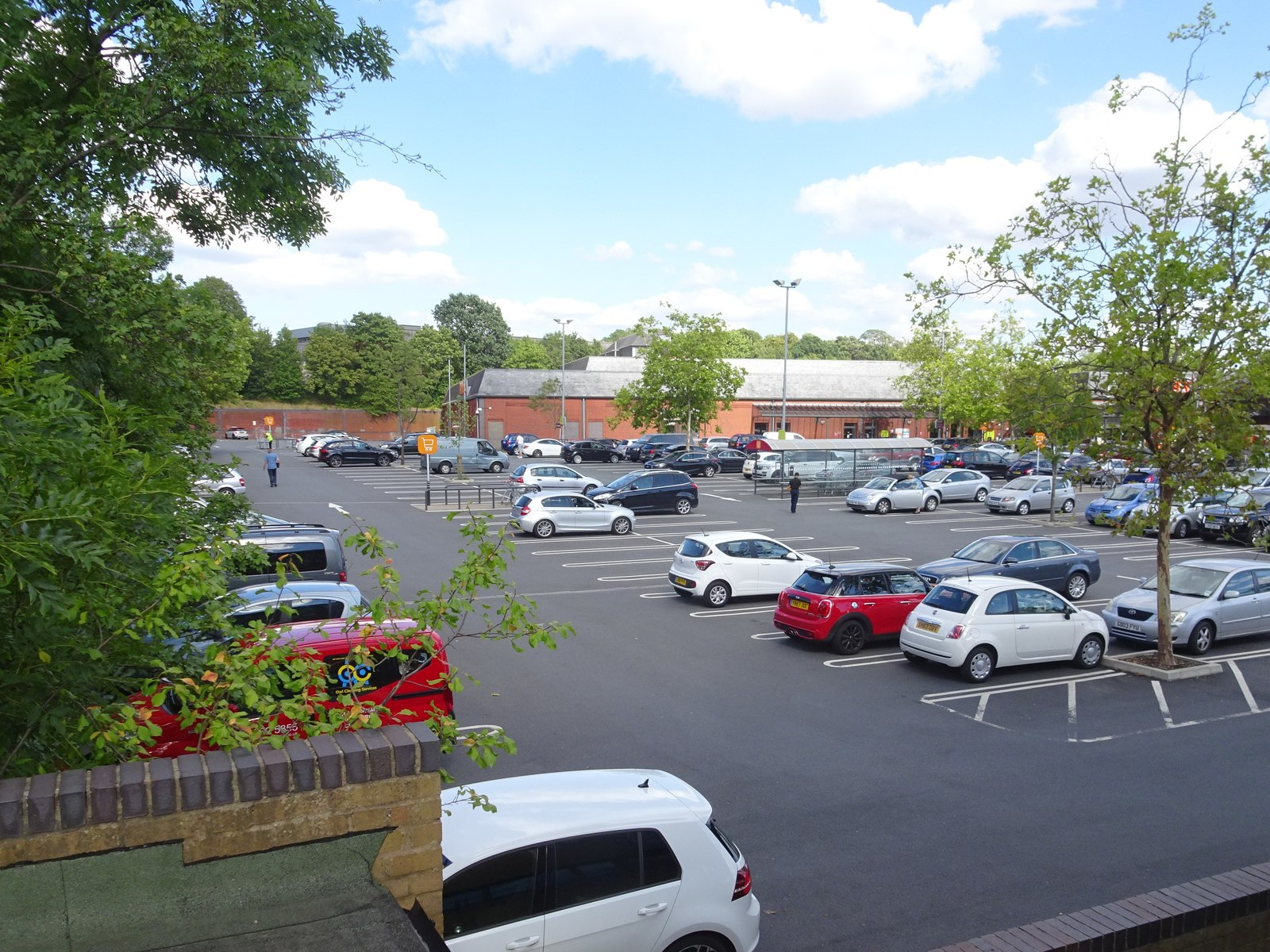
Sito del vecchio edificio della stazione chiuso nel 1938, ora occupato da un supermercato, 2018